# Litigiella bouryi
Litigiella bouryi is een tweekleppigensoort uit de familie van de Lasaeidae. De wetenschappelijke naam van de soort is voor het eerst geldig gepubliceerd in 1913 door Lamy.